# Schillersdorf
Pour l’article homonyme, voir Schillersdorf (Mirow).
Schillersdorf est une commune française située dans la circonscription administrative du Bas-Rhin et, depuis le 1er janvier 2021, dans le territoire de la Collectivité européenne d'Alsace, en région Grand Est.
Cette commune se trouve dans la région historique et culturelle d'Alsace.

## Toponymie
Le nom provient de « Schilter », qui veut dire : village sur une colline.

## Géographie

### Localisation
La commune est à 2,8 km de Mulhausen, 3,7 de Obermodern-Zutsendorf et 4 de Ingwiller.

### Communes limitrophes
|             | Bischholtz    | Mulhausen             |
| Ingwiller   | Schillersdorf | Uhrwiller             |
| Menchhoffen |               | Obermodern-Zutzendorf |

### Sismicité
Commune située dans une zone 3 de sismicité modérée.

### Géologie et relief
Hydrogéologie et climatologie
Système d’information pour la gestion des eaux souterraines du bassin Rhin-Meuse]
Territoire communal : Occupation du sol (Corinne Land Cover); Cours d'eau (BD Carthage),
Géologie : Carte géologique; Coupes géologiques et techniques,
Hydrogéologie : Masses d'eau souterraine; BD Lisa; Cartes piézométriques.

### Hydrographie

#### Réseau hydrographique
La commune est dans le bassin versant du Rhin au sein du bassin Rhin-Meuse. Elle est drainée par la Moder et le ruisseau le Tiermatt,,.
La Moder, d'une longueur de 82 km, prend sa source dans la commune de Zittersheim et se jette  dans le Rhin en rive gauche à Beinheim, après avoir traversé 29 communes. Les caractéristiques hydrologiques de la Moder sont données par la station hydrologique située sur la commune d'Obermodern-Zutzendorf. Le débit moyen mensuel est de 1,16 m3/s. Le débit moyen journalier maximum est de 8,86 m3/s, atteint lors de la crue du 18 mai 2024. Le débit instantané maximal est quant à lui de 12,1 m3/s, atteint le 5 mars 2020.

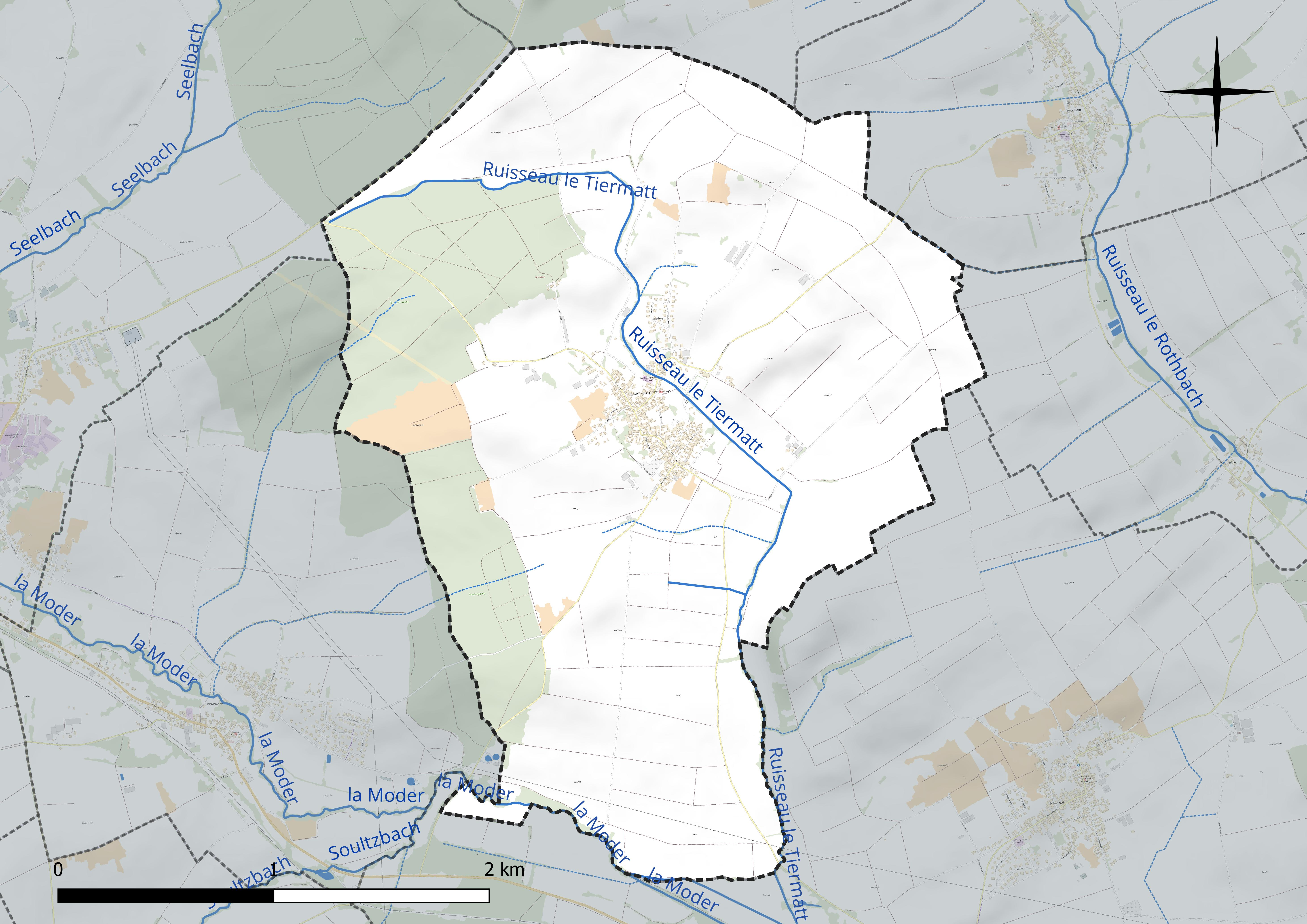
Réseau hydrographique de Schillersdorf.

#### Gestion et qualité des eaux
Le territoire communal est couvert par le schéma d'aménagement et de gestion des eaux (SAGE) « Moder ». Ce document de planification concerne le bassin versant de la Moder dont le territoire s'étend sur 1 720 km2. Le périmètre a été arrêté le 25 janvier 2006. La commission locale de l'eau a été créée le 12 juillet 2007, puis modifiée le 14 décembre 2021. La structure porteuse de l'élaboration et de la mise en œuvre est le Syndicat des eaux et de l’assainissement Alsace-Moselle (SDEA). 
La qualité des cours d’eau peut être consultée sur un site dédié géré par les agences de l’eau et l’Agence française pour la biodiversité. 

### Climat
Pour des articles plus généraux, voir Climat du Grand Est et Climat du Bas-Rhin.
En 2010, le climat de la commune est de type climat des marges montargnardes, selon une étude du Centre national de la recherche scientifique s'appuyant sur une série de données couvrant la période 1971-2000. En 2020, Météo-France publie une typologie des climats de la France métropolitaine dans laquelle la commune est exposée à un climat semi-continental et est dans la région climatique  Vosges, caractérisée par une pluviométrie très élevée (1 500 à 2 000 mm/an) en toutes saisons et un hiver rude (moins de 1 °C).
Pour la période 1971-2000, la température annuelle moyenne est de 10,3 °C, avec une amplitude thermique annuelle de 17,7 °C. Le cumul annuel moyen de précipitations est de 820 mm, avec 10,8 jours de précipitations en janvier et 10,1 jours en juillet. Pour la période 1991-2020, la température moyenne annuelle observée sur la station météorologique de Météo-France la plus proche, « Uhrwiller_sapc », sur la commune de Uhrwiller à 4 km à vol d'oiseau, est de 10,9 °C et le cumul annuel moyen de précipitations est de 740,0 mm. 
La température maximale relevée sur cette station est de 38,7 °C, atteinte le 7 août 2015 ; la température minimale est de −18 °C, atteinte le 20 décembre 2009,,.
Les paramètres climatiques de la commune ont été estimés pour le milieu du siècle (2041-2070) selon différents scénarios d'émission de gaz à effet de serre à partir des nouvelles projections climatiques de référence DRIAS-2020. Ils sont consultables sur un site dédié publié par Météo-France en novembre 2022.

## Urbanisme

### Typologie
Au 1er janvier 2024, Schillersdorf est catégorisée commune rurale à habitat dispersé, selon la nouvelle grille communale de densité à sept niveaux définie par l'Insee en 2022.
Elle est située hors unité urbaine et hors attraction des villes,.

### Occupation des sols
L'occupation des sols de la commune, telle qu'elle ressort de la base de données européenne d’occupation biophysique des sols Corine Land Cover (CLC), est marquée par l'importance des territoires agricoles (82,8 % en 2018), une proportion sensiblement équivalente à celle de 1990 (82,6 %). La répartition détaillée en 2018 est la suivante : 
terres arables (58,7 %), prairies (24 %), forêts (17,2 %). L'évolution de l’occupation des sols de la commune et de ses infrastructures peut être observée sur les différentes représentations cartographiques du territoire : la carte de Cassini (XVIIIe siècle), la carte d'état-major (1820-1866) et les cartes ou photos aériennes de l'IGN pour la période actuelle (1950 à aujourd'hui).

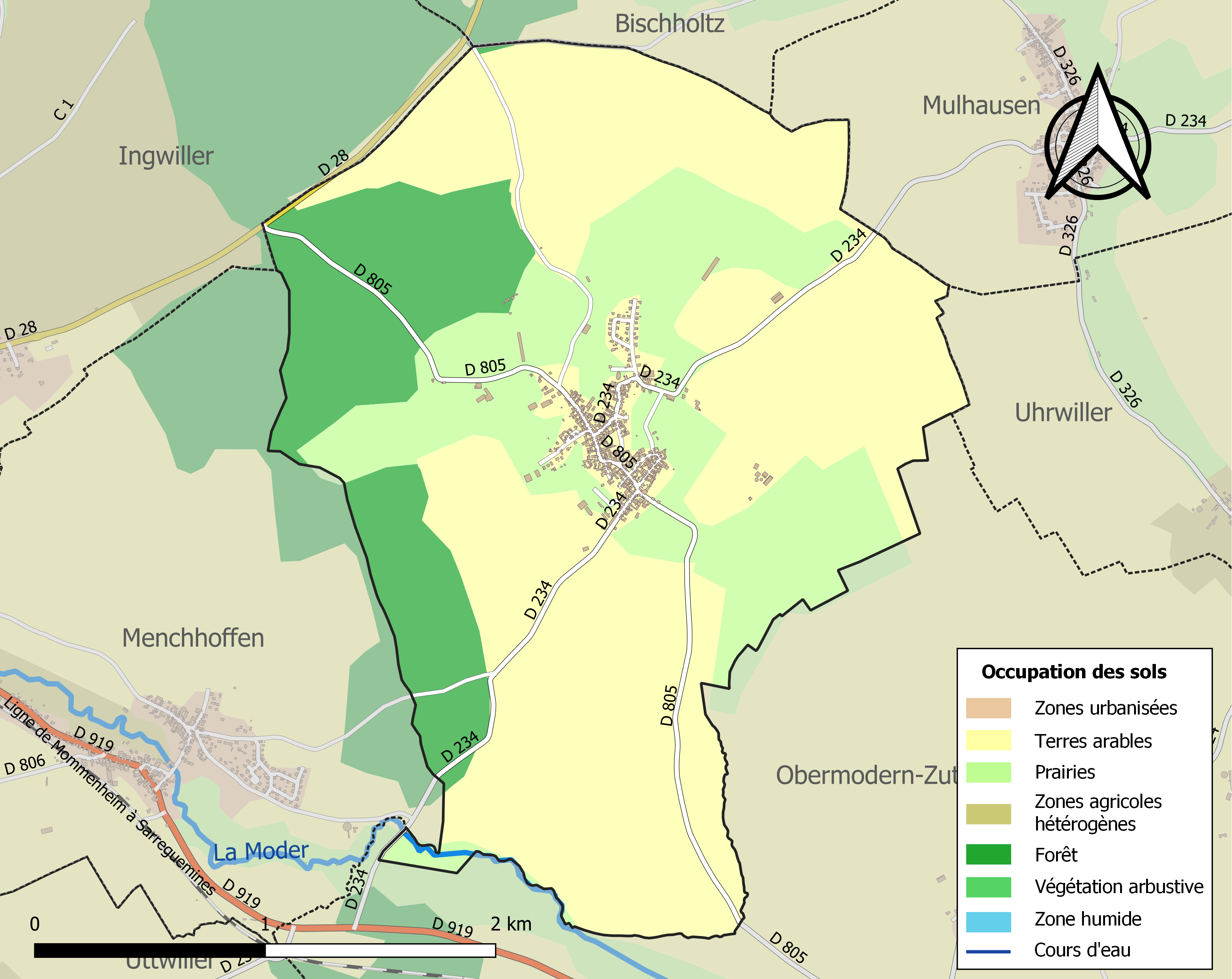
Carte des infrastructures et de l'occupation des sols de la commune en 2018 (CLC).

Schéma de cohérence territoriale (SCOT) de la Région de Saverne.

### Voies de communications et transports

#### Voies routières
- Autoroute A4, aussi appelée autoroute de l’Est : Échangeurs Hochfelden, Saverne, Vendenheim.
- Autoroute A340 : Sorties Haguenau, Wahlenheim, Brumath - Mommenheim.

#### Transports en commun

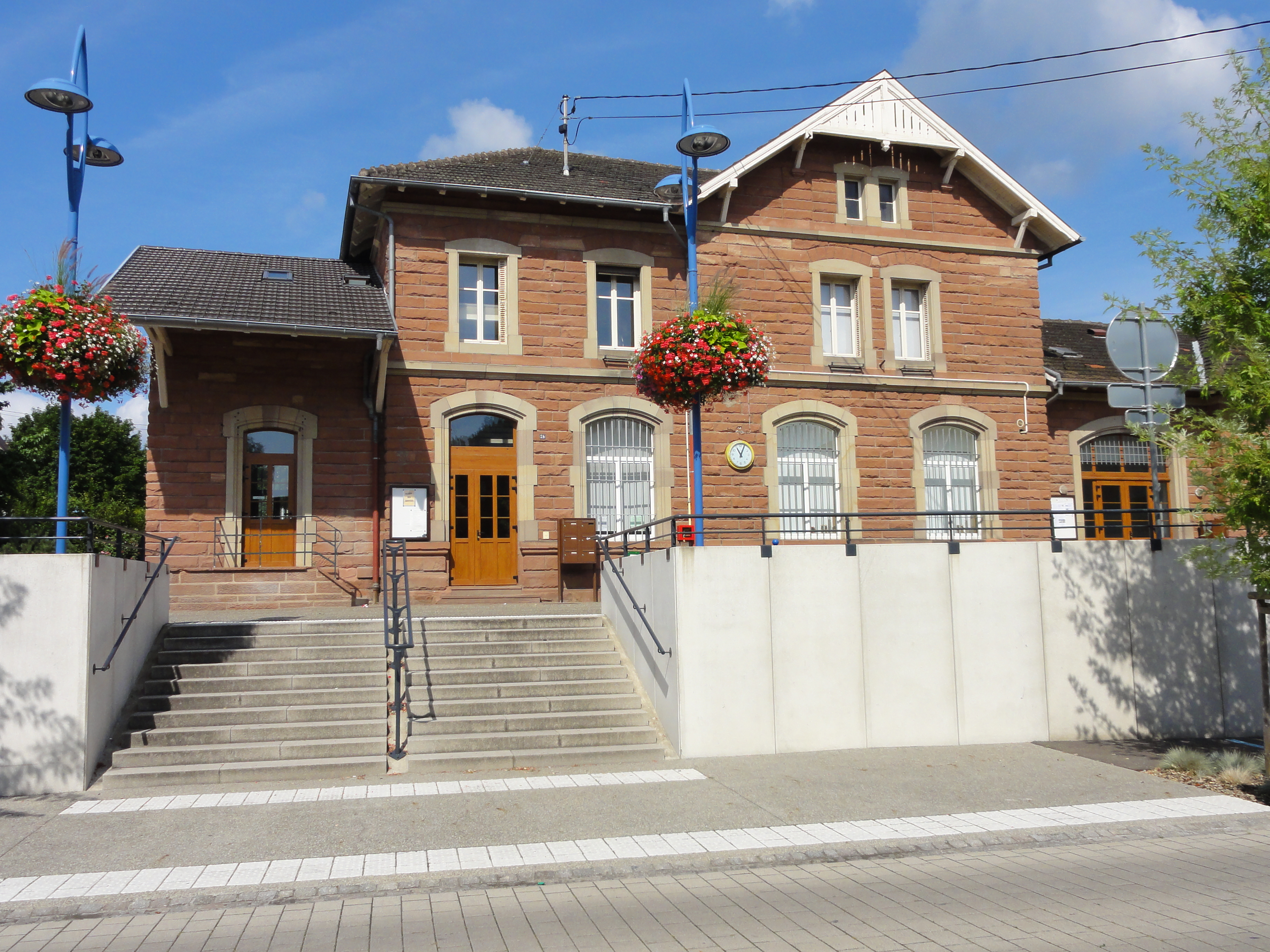
La gare d'Ingwiller.

- Fluo Grand Est.
- Transports en Alsace.

#### Lignes SNCF
- Gare d'Ingwiller
- Gare d'Obermodern
- Gare de Gundershoffen
- Gare de Mertzwiller
- Gare de Reichshoffen

### Intercommunalité
Commune membre de la Communauté de communes de Hanau-La Petite Pierre.

## Histoire
Schillersdorf été fondé pendant la période mérovingienne, au VIe ou VIIe siècle. Au XVe siècle, Schillersdorf est entré dans le comté de Hanau-Lichtenberg, dont il a suivi le sort jusqu’à la Révolution française et en particulier l’introduction de la Réforme protestante en 1554.
A partir du XVIIIe siècle, les terres riches de Schillersdorf ont permis l'essor d’une agriculture à base de céréales et d’élevage. Le pasteur Christian Schroeder qui a exercé son ministère à Schillersdorf de 1772 à 1807 a introduit le trèfle et a favorisé les expériences agricoles dont la luzerne. Plusieurs fermes du XIIIe siècle sont conservées, dont l’actuelle mairie.

Au XIXe siècle, la surpopulation a provoqué un certain nombre de départ vers Strasbourg et même vers l’Amérique. Depuis 1960, un grand nombre d’exploitations agricoles ont cessé leur activité et la majorité de la population travaille à l’extérieur.

## Politique et administration
| Période                                  | Période  | Identité          | Étiquette | Qualité |
| ---------------------------------------- | -------- | ----------------- | --------- | ------- |
| Les données manquantes sont à compléter. |          |                   |           |         |
| mars 2001                                | mai 2020 | Bernard Brumbter  |           |         |
| mai 2020                                 | En cours | Marc Krapfenbauer |           |         |

### Budget et fiscalité 2022

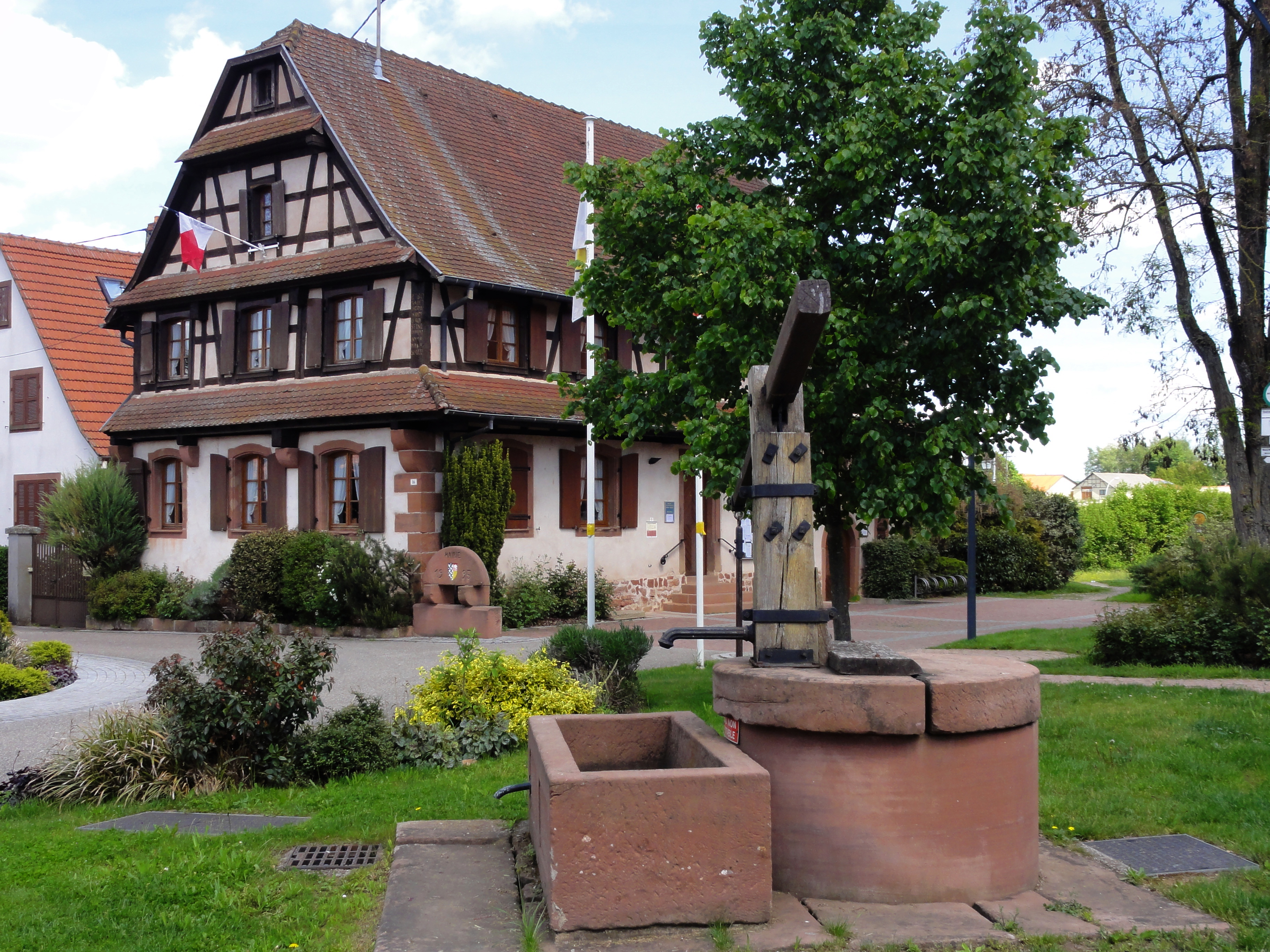
La mairie.

En 2022, le budget de la commune était constitué ainsi :
- total des produits de fonctionnement : 238 000 €, soit 539 € par habitant ;
- total des charges de fonctionnement : 181 000 €, soit 411 € par habitant ;
- total des ressources d'investissement : 139 000 €, soit 314 € par habitant ;
- total des emplois d'investissement : 234 000 €, soit 530 € par habitant ;
- endettement : 163 000 €, soit 370 € par habitant.

Avec les taux de fiscalité suivants :
- taxe d'habitation : 14,74 % ;
- taxe foncière sur les propriétés bâties : 24,42 % ;
- taxe foncière sur les propriétés non bâties : 35,98 % ;
- taxe additionnelle à la taxe foncière sur les propriétés non bâties : 0,00 % ;
- cotisation foncière des entreprises : 0,00 %.

Chiffres clés Revenus et pauvreté des ménages en 2020 : médiane en 2020 du revenu disponible, par unité de consommation : 24 370 €.

## Population et société

### Démographie

#### Évolution démographique
L'évolution du nombre d'habitants est connue à travers les recensements de la population effectués dans la commune depuis 1793. Pour les communes de moins de 10 000 habitants, une enquête de recensement portant sur toute la population est réalisée tous les cinq ans, les populations de référence des années intermédiaires étant quant à elles estimées par interpolation ou extrapolation. Pour la commune, le premier recensement exhaustif entrant dans le cadre du nouveau dispositif a été réalisé en 2007.

En 2022, la commune comptait 413 habitants, en évolution de −5,06 % par rapport à 2016 (Bas-Rhin : +3,17 %, France hors Mayotte : +2,11 %).
| 1793 | 1800 | 1806 | 1821 | 1831 | 1836 | 1841 | 1846 | 1851 |
| ---- | ---- | ---- | ---- | ---- | ---- | ---- | ---- | ---- |
| 495  | 461  | 528  | 620  | 665  | 687  | 666  | 679  | 654  |

| 1856 | 1861 | 1866 | 1871 | 1875 | 1880 | 1885 | 1890 | 1895 |
| ---- | ---- | ---- | ---- | ---- | ---- | ---- | ---- | ---- |
| 630  | 670  | 663  | 665  | 660  | 659  | 669  | 650  | 647  |

| 1900 | 1905 | 1910 | 1921 | 1926 | 1931 | 1936 | 1946 | 1954 |
| ---- | ---- | ---- | ---- | ---- | ---- | ---- | ---- | ---- |
| 626  | 597  | 583  | 520  | 509  | 508  | 514  | 480  | 472  |

| 1962 | 1968 | 1975 | 1982 | 1990 | 1999 | 2006 | 2007 | 2012 |
| ---- | ---- | ---- | ---- | ---- | ---- | ---- | ---- | ---- |
| 469  | 449  | 434  | 445  | 479  | 456  | 444  | 442  | 440  |

| 2017 | 2022 | - | - | - | - | - | - | - |
| ---- | ---- | - | - | - | - | - | - | - |
| 430  | 413  | - | - | - | - | - | - | - |

### Enseignement
Établissements d'enseignements :
- Écoles maternelles et primaires à Mulhausen, Menchhoffen, Obermodern-Zutzendorf, Ingwiller.
- Collèges à Ingwiller, Bouxwiller, Val-de-Moder, Reichshoffen, Mertzwiller.
- Lycées à Bouxwiller, Éguelshardt, Saverne.

### Santé
Professionnels et établissements de santé :
- Médecins.
- Pharmacies.
- Hôpitaux.

### Cultes
- Culte protestant[31].
- Culte catholique, Communauté de paroisses Sources de la Moder[32], Diocèse de Strasbourg.

## Économie

### Entreprises et commerces

#### Agriculture
- Culture et élevage associés.
- Culture de céréales, de légumineuses et de graines oléagineuses.
- Élevage d'autres bovins et de buffles.
- Élevage d'ovins et de caprins.
- Élevage d'autres animaux.

#### Tourisme
- Hébergements et restauration à Schillersdorf, Obermodern, Menchhoffen, Zutzendorf, Uhrwiller.

#### Commerces
- Commerces et services de proximité.

## Culture locale et patrimoine

### Lieux et monuments
- Église paroissiale Saint-Martin puis église protestante[33].

Cloche de 1875.
Orgue.
Mobilier.
- Presbytère protestant[37].
- Église évangélique luthérienne de Sion.
- Patrimoine architectural rural recensé par le service régional de l'Inventaire général du patrimoine culturel :

Maisons,,
Fermes,,,,,,,,,,,,,,,,,,,,,,,,,.
- Corps de garde[66].
- Banc public napoléonien[67],[68].
- Cimetière[69].
- Alcôve polychrome au Musée alsacien de Strasbourg.
- Monument aux morts : Conflits commémorés : Guerres 1914-1918 - 1939-1945.

### Galerie

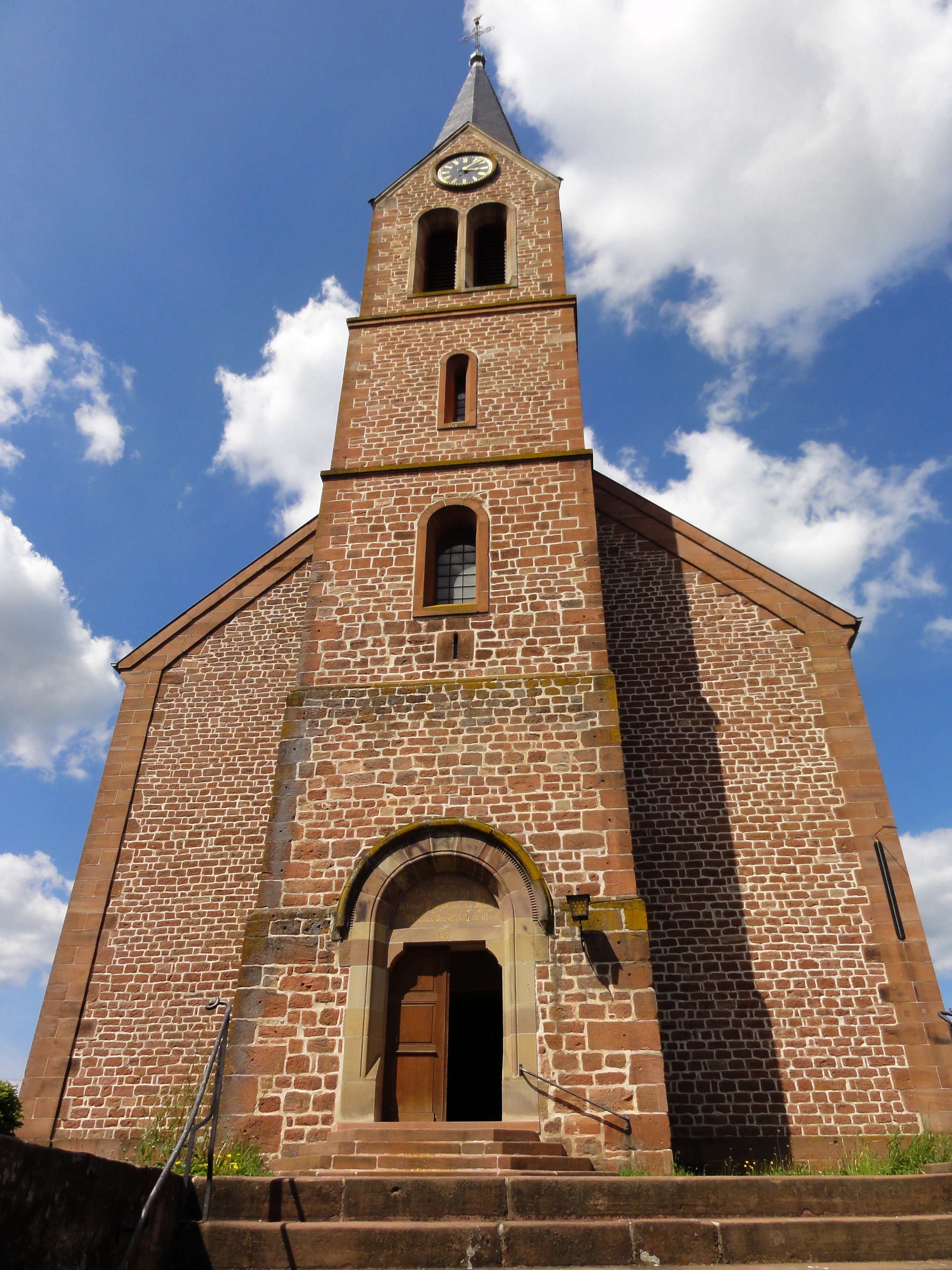
L'église protestante (1851).
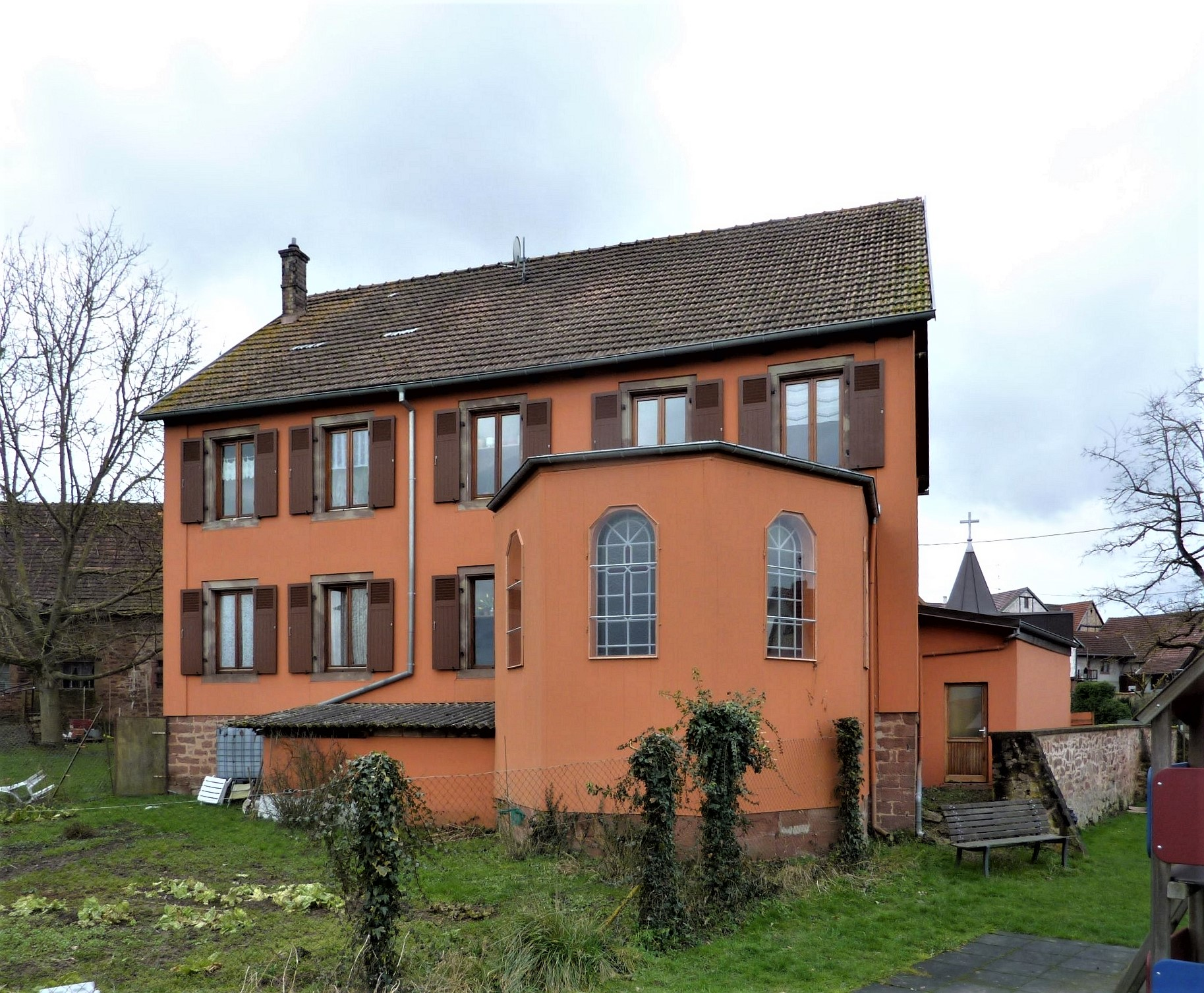
L'église évangélique luthérienne de Sion.
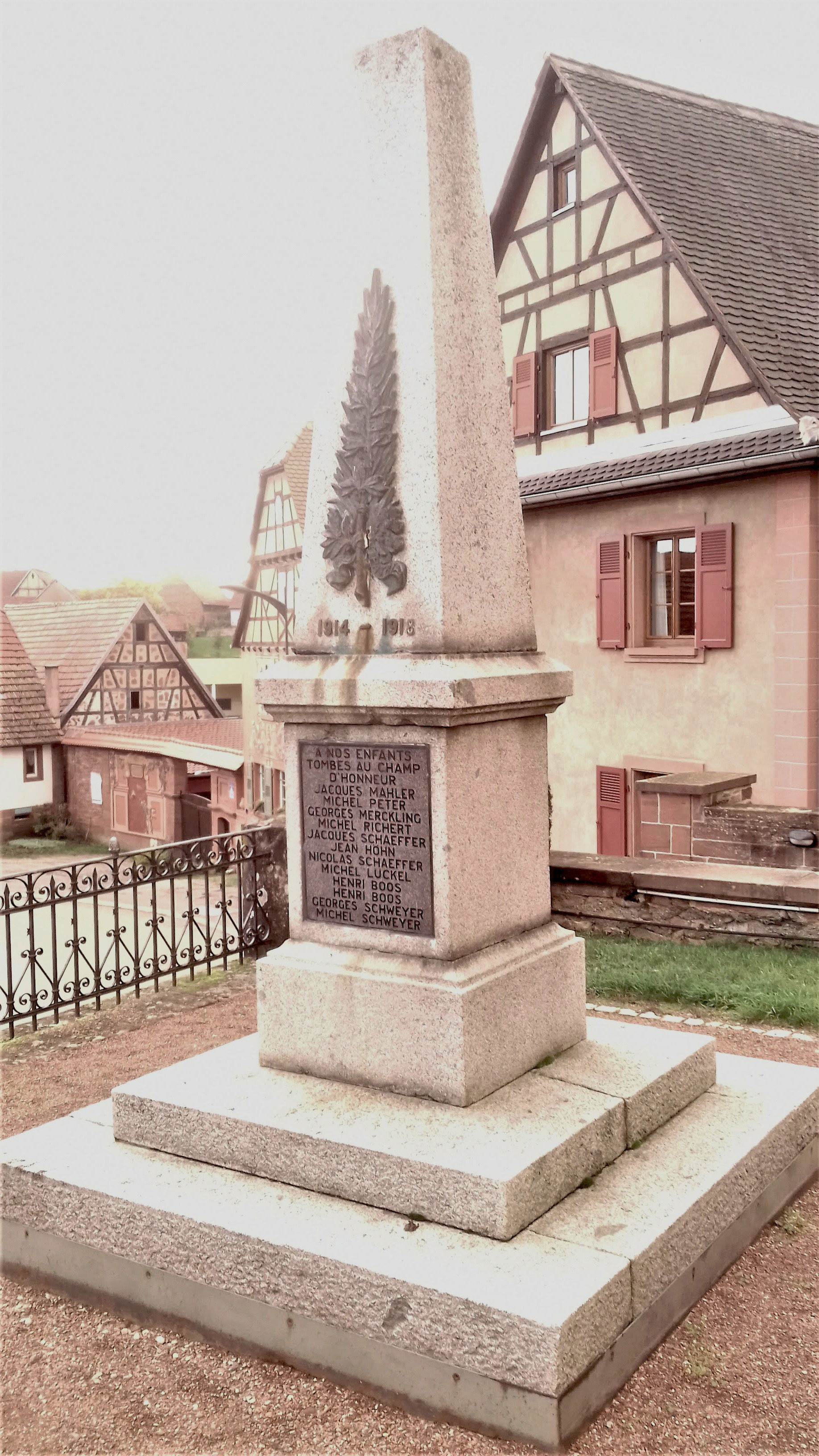
Le monument aux morts 14-18 et 39-45.
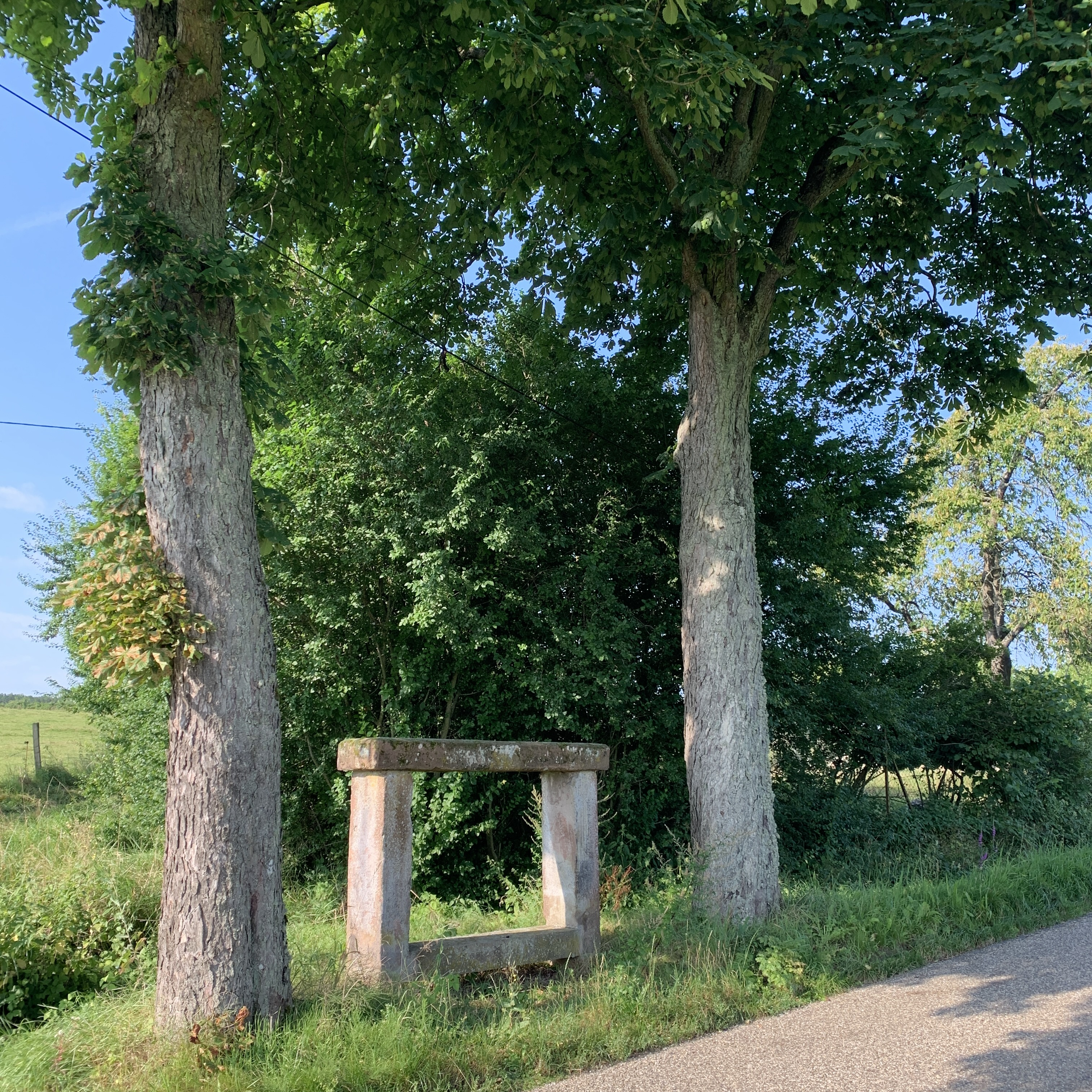
Banc-reposoir entouré de 2 marronniers.
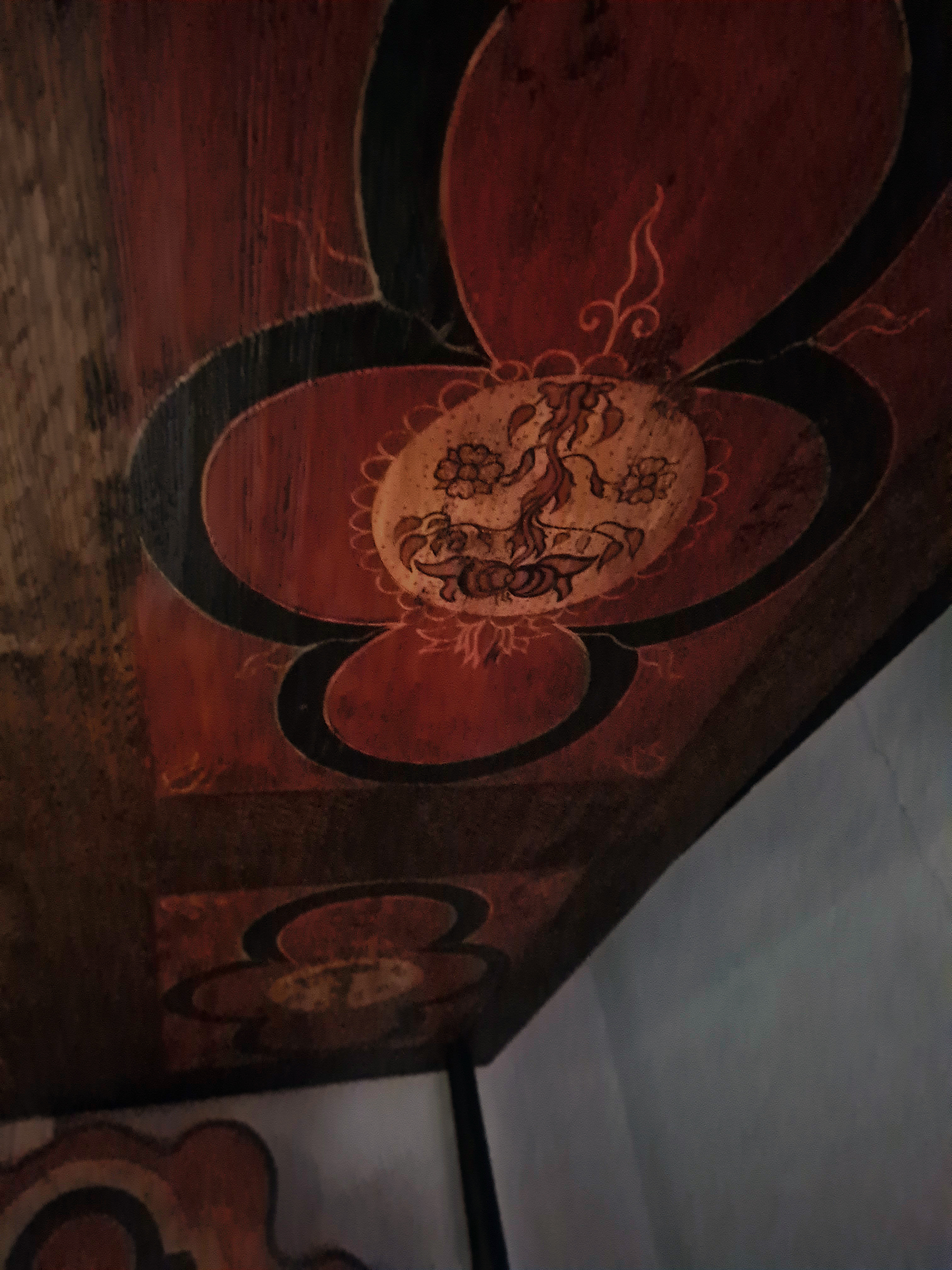
Alcôve polychrome au Musée alsacien de Strasbourg.
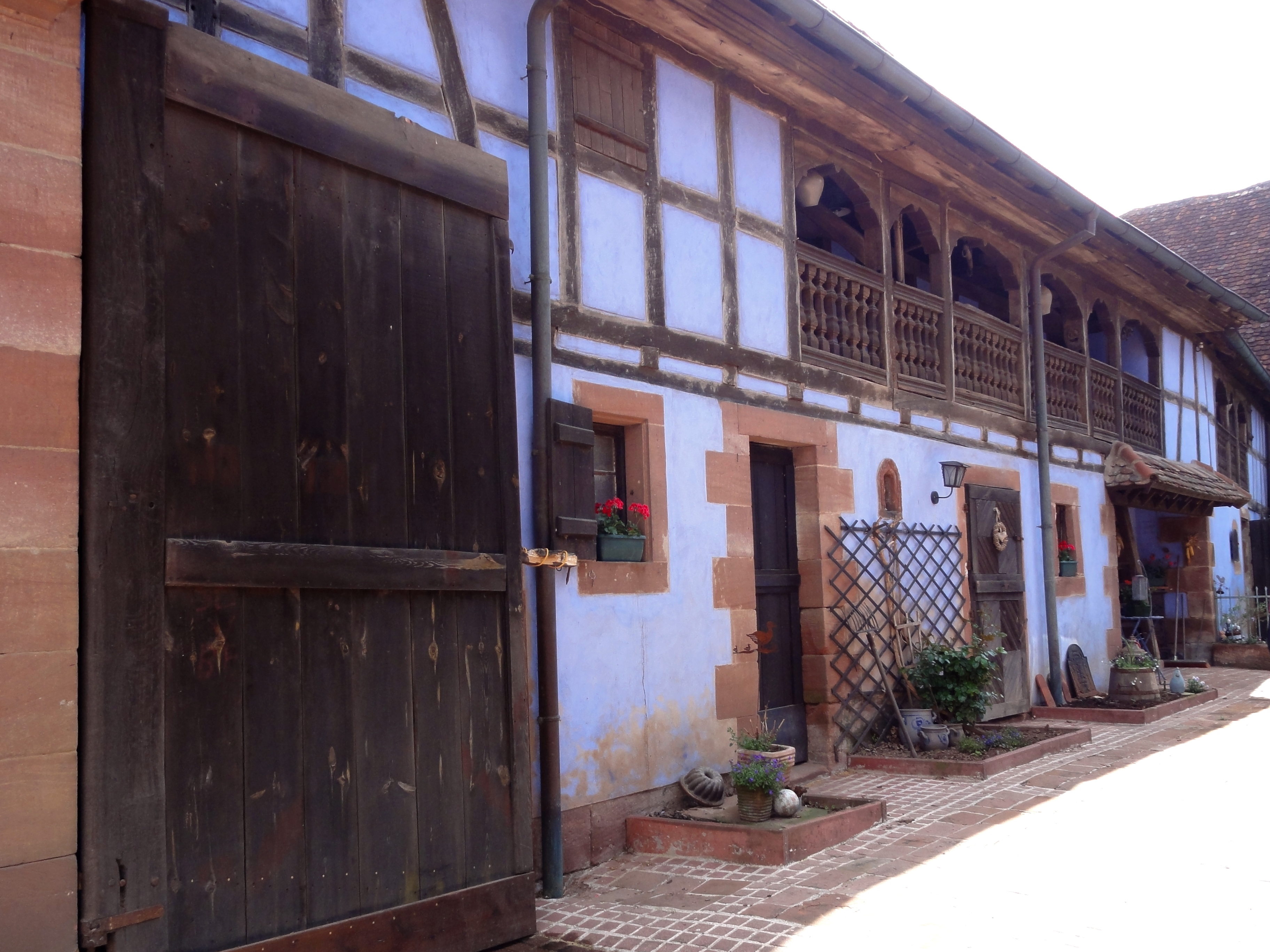
Dépendances de la ferme (XVIIIe), 2 rue des Comtes-de-Hanau.
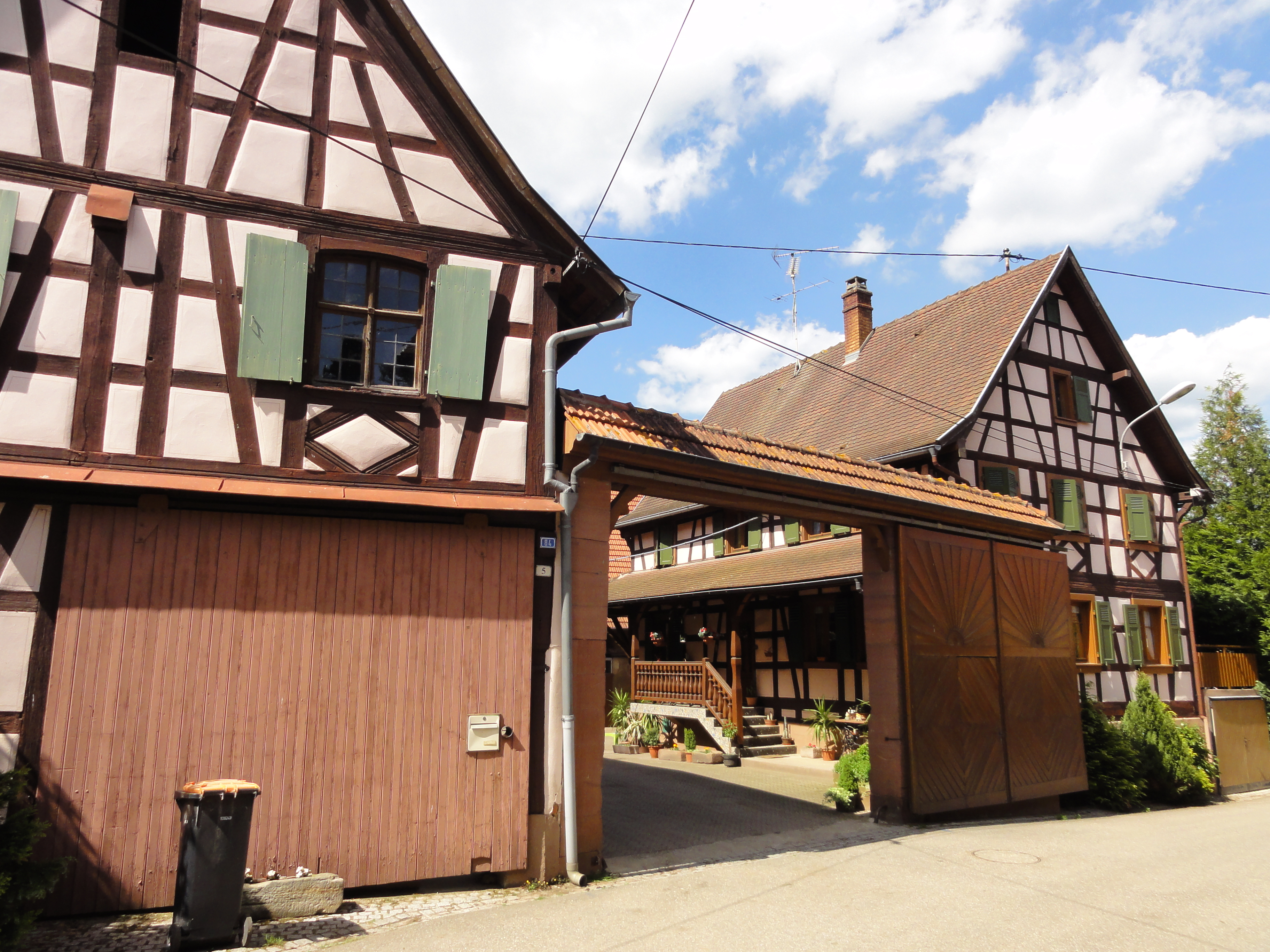
Ferme de charron (1783), 5 rue des Puits.

### Personnalités liées à la commune
- France Kermer (1945), professeur de l'enseignement secondaire, plasticienne et auteur[70]
- Wolfgang Kermer (1935), docteur ès lettres, professeur émérite, ancien recteur de l'Académie des beaux-arts de Stuttgart[71]
- Bernard Vogler (1935–2020), historien, professeur émérite

### Héraldique
| Blason de Schillersdorf | Blason  | Parti : au premier d'argent fretté de sable, au second coupé au I de gueules à l'étoile de huit rais d'argent et au II d'or plain. |
| Blason de Schillersdorf | Détails | |